# Roodschouderbuizerd
De roodschouderbuizerd (Buteo lineatus) is een roofvogel uit de familie der havikachtigen (Accipitridae).

## Verspreiding en leefgebied
Deze soort komt voor in Noord-Amerika en telt vijf ondersoorten:
- B. l. lineatus: oostelijk Noord-Amerika.
- B. l. alleni: van het zuidelijke deel van Centraal-Texas tot North Carolina en noordelijk Florida.
- B. l. extimus: zuidelijk Florida en de Florida Keys.
- B. l. texanus: van zuidelijk Texas tot zuidoostelijk Mexico..
- B. l. elegans: van zuidelijk Oregon tot Baja California.